# 科学
科学（かがく、英: science）とは、世界に関する知識を検証可能な仮説と予測の形で構築する体系的な取り組みである。
現代の科学は通常、物理世界（自然界）を研究する自然科学（物理学・化学・生物学など）、個人や社会を研究する行動科学（経済学・心理学・社会学など）、および公理や規則に準拠する形式体系を研究する形式科学（論理学・数学・理論計算機科学など）の3つに大別されることが多い。ただし、形式科学については、科学的方法や経験的証拠ではなく演繹的推論を主な方法論としているため、厳密には科学に含まれないとする意見もある。工学や医学など、科学的知識を実用的な目的のために利用する分野は応用科学と呼ばれる。
科学の歴史は歴史的記録の大部分にまたがっており、青銅器時代の古代エジプトやメソポタミアに現代の科学のもっとも古いルーツがみられる。数学・天文学・医学などの分野で彼らが残した業績は、古典古代のギリシア自然哲学へ受け継がれ、そこでは物理世界における事象の原因を自然界に求める正式な試みが行われた。また、インドの黄金時代には、インド・アラビア数字の導入など、さらなる進展がみられた:12。西ローマ帝国崩壊後の中世前期には、科学研究の衰退が起こったが、中世のルネサンス（カロリング・ルネサンス、オットー朝ルネサンス、および12世紀ルネサンス）に入ると学問は再び隆盛を極めた。西ヨーロッパで散逸した古代ギリシアの写本の一部は、イスラーム黄金時代の中東で収集され、保存と拡充が行われた。ルネサンス初頭には、ビザンチン・ギリシア人の学者たちによって、滅びつつあったビザンツ帝国から西ヨーロッパへこれらの写本が持ち込まれ、再び散逸が防がれた。
10世紀から13世紀には、古代ギリシア文学とアラビア科学の成果が西ヨーロッパにもたらされたことによって自然哲学が再生された。16世紀に科学革命が始まると、古代ギリシアに由来する従来の概念と伝統から新しいアイデアや発見が生まれたことに伴い、自然哲学の変容が進んだ。科学的方法が知識の創出においてより大きな役割を果たすようになり、19世紀に入ると自然哲学は自然科学へと変化し、科学の制度化・専門化が進んだ。
科学における新たな知識の獲得は、世界に対する好奇心と問題解決の意欲を持った科学者による研究によって推し進められている。現代の科学研究は高度に共同化されており、通常、学術機関や研究所、政府機関、および企業において集団で行われている。科学研究の実用的影響は、商品・兵器・医療・環境保護などの開発を優先することで、科学的活動に影響を与えようとする科学政策の出現につながった。

## 語源

### 日本語
日本語の「科学」という語は、近代の日本で造られた和製漢語であり、江戸末期から明治にかけて使用されていた「一科の学（一科学）」や「一科実用の学」などの表現に由来する。これらは、個々の専門的・実用的な学問分野を指す・数える表現であったとされ、他にも「一科ノ学業」「一科」「二科」「三科之学」「諸科」「百科の学」など、さまざまな表現があった。科学の二字が単純に連接する形で使われた最古の用例は、1832年（天保3年）に蘭学者の高野長英が書いた生理学の教科書『医原枢要』にみられ、生理学を「医家ノ一科学」と説明している。
「科学」が独立する形で使われた確認可能な最古の用例は、1869年（明治2年）の『公議所日誌』第八ノ下、および同年に会津藩の武士・広沢安任が書いた『囚中八首衍義』にみられる。ただし、この時点で英語の science と結び付けて考えられていたかどうか（現代と同様の語義であったか）は定かではなく、前者に関しては誤記の可能性が疑われている。
「科学」が明確に science の訳語として使われた最古の用例は、1875年（明治8年）の『文部省雑誌』第8号に掲載された「米国教育新聞抄訳活教授論」、および『東京英語学校教則』にみられる。その後、文部省の出版物や専門書などで頻繁に用いられるようになり、明治末期にかけて、広範な知的探求や学問体系一般を指す現代的な語義が普及した。なお、明治中期までは、依然として「一科実用の学」という本来の意味も並存していたとされる。また、この時期から明治末期にかけて、科学者・科学的・自然科学・社会科学・科学技術などの関連語が生まれた。「科学」という語は、19世紀末期から20世紀初頭にかけて中国に伝わり、中国語でも用いられるようになった。
なお、1881年（明治14年）に出版された学術用語集の『哲学字彙』では、「科学」の他に「理学」という訳語も当てられた。これは、現代でも「理学部」や「理学博士」などの名称に残っている。フランスで教育を受けた中江兆民は、フランス語の philosophie を「理学」と訳したが、西周が当てた訳語である「哲学」の方が定着した。
中国の研究では、宋代の儒学者・陳亮が使用していた「科挙之学」（科挙で試される学問）の略語に由来するという説などが提唱されているが、大阪大学名誉教授で日本語学を専門とする田野村忠温は、これらの説は資料の誤読や誤認に基づいており、十分な証拠がないとして批判している。

### 英語
英語で科学を意味する science という語は、14世紀以来の中英語において「知っている状態（the state of knowing）」という意味で使用されてきた。これはアングロ＝ノルマン語から接尾辞 -cience として借用されたものであり、さらにさかのぼると知識・認識・理解などを意味するラテン語の名詞 scientia に由来する。この scientia という語は、「知っている」という意味のラテン語の分詞 sciens から派生した名詞であり、「知る」という意味のラテン語の動詞 sciō（現在分詞形は scīre）に由来する。
science の最終的な語源については複数の仮説がある。オランダの言語学者・印欧語学者のミヒル・ド・ヴァンによると、sciō の語源はイタリック祖語で「知る」という意味の *skije- または *skijo- であり、さらにインド・ヨーロッパ祖語で「切り刻む」という意味の *skh1-ie や *skh1-io までさかのぼるという。インド・ヨーロッパ祖語の動詞語源辞典『Lexikon der indogermanischen Verben』（1998年）によると、sciō は「知らない」「親しくない」という意味の動詞 nescīre の逆成であり、secāre の語源でもある印欧祖語の *sekH-、あるいは *sḱʰeh2(i)- に由来する「切る」という意味の *skh2- に由来する可能性があるという。
過去には、science はその語源に即して knowledge や study の同義語として使われていた。また、科学研究を行う人は「natural philosopher（自然哲学者）」や「man of sciecne（科学の人）」と呼ばれていた。1834年、ウィリアム・ヒューウェルは、メアリー・サマヴィルの著書『物理科学の諸関係』の書評において、「才気ある紳士（おそらく彼自身）」を指して「scientist（科学者）」という語を初めて用いた。

## 歴史

### 初期

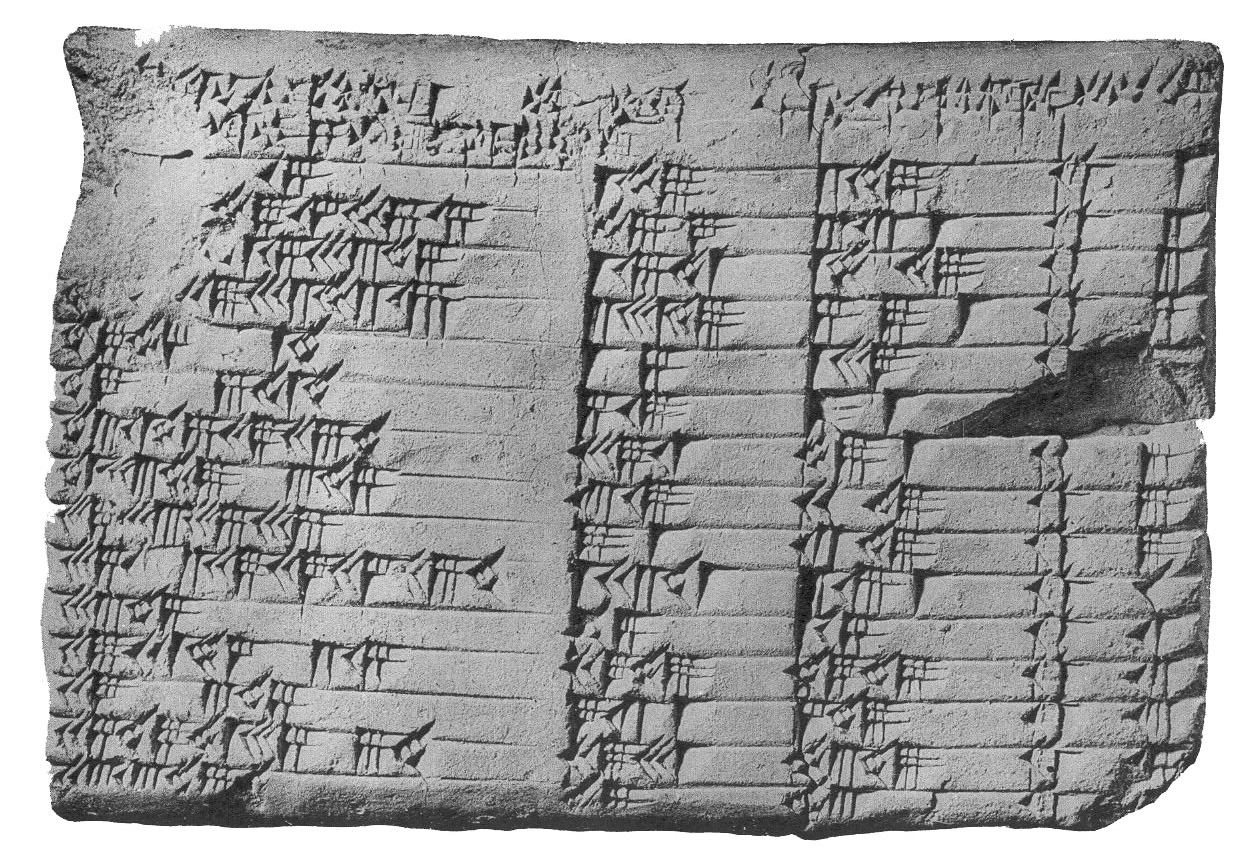
紀元前1,800年頃に作られた古代バビロニアの粘土板「プリンプトン322」にはピタゴラス数が記録されている

科学に明確な単一の起源はない。科学的思考は数万年の歳月をかけて徐々に発展し、さまざまな形で世界各地に発生した。最初期の発展については、ほとんど詳細が明かされていない。先史時代の科学では、宗教的儀式を執り行う女性が中心的な役割を果たしていた可能性が高いと考えられている。一部の学者は、現代の科学と一部の特徴が似ている過去の人類の活動を「プロトサイエンス」と表現している。しかし、この呼称に関しては、軽蔑的であるとか、現代の分類に照らしてのみそれらの活動を考えるのは現代中心主義的すぎるとして批判する声もある。
科学的プロセスの直接的な証拠は、古代エジプトやメソポタミアなどの初期文明で文字体系が発明され、紀元前3,000年から紀元前1,200年頃に科学史上の最古の文書記録が作成されたことで明確になる:12–15。当時は「科学」や「自然」という言葉や概念は存在しなかったが、古代エジプト人とメソポタミア人は、のちにギリシアや中世の科学で重要な位置を占めることになる数学・天文学・医学などの分野で業績を残した:12。紀元前3千年紀から、古代エジプト人は十進法の数体系を発展させ、幾何学を用いて実用的な問題を解決し、暦を発明した。彼らの医学的治療法には、薬物療法に加えて祈りや呪文、および儀式などの超自然的なものが含まれていた:9。
古代メソポタミア人は、さまざまな天然化学物質の特性に関する知識を陶器やファイアンス焼き、ガラス、石鹸、金属、漆喰、および防水材の製造などに活用した。また、占いのために占星術や動物の生理学・解剖学・行動学などの研究も行っていた。メソポタミア人は特に医学に強い関心を持っていたようであり、ウル第三王朝時代にシュメール語で書かれた最古の処方箋の記録が残っている。しかしながら、単純に知的好奇心を満たすことにはほとんど関心がなかったようであり、明らかな実用性があるか、あるいは彼らの宗教信仰に関係する科学的主題のみが研究されていたと考えられている。

### 古典古代

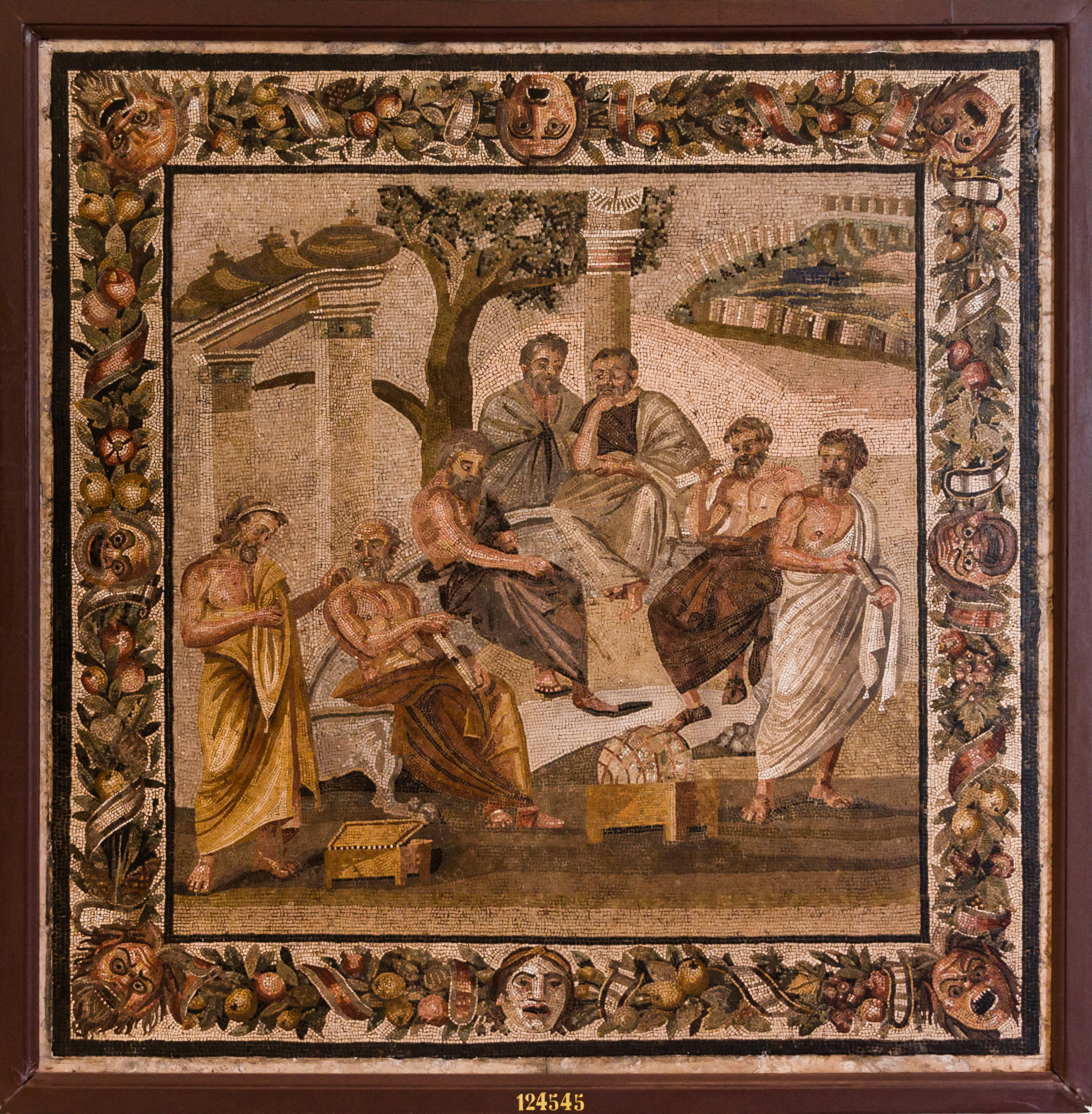
プラトンのアカデメイアを描いたモザイク画（Plato's Academy mosaic）。紀元前100年から紀元後79年の間に制作された。

古典古代に現代の科学者に相当する人々は存在しなかった。その代わりに、主に上流階級に属する男性の教養人が、余暇に自然に関するさまざまな調査を行っていた。ソクラテス以前の哲学者たちによって「ピュシス（phusis）」または「自然（nature）」という概念が発明（または発見）される以前は、植物が成長する自然な「方法」や、たとえば、ある部族が特定の神を崇拝する「方法」を表すために同じ言葉が使用される傾向にあった。そのため、これらの人々が厳密な意味での最初の哲学者であり、「自然」と「慣習」を明確に区別した最初の人々であったとされる。
ミレトス学派の初期のギリシア哲学者たちは、超自然的概念に頼らずに自然現象を説明しようと試みた最初の人々であった。この学派はタレスによって創始され、のちにアナクシマンドロスとアナクシメネスによって受け継がれた。ピタゴラス教団は複雑な数理哲学を発展させ:467–468、数学の発展に大きく貢献した:465。ギリシアの哲学者・レウキッポスとその弟子・デモクリトスは、原子論を提唱した。その後、エピクロスは、この原子論に基づいて完全に自然主義的な宇宙論を発展させ、科学的真理の物理的基準（または標準）を確立する「カノン（規則・基準）」を考案した。ギリシアの医師・ヒポクラテスは、体系的な医学の伝統を確立し、のちに「医学の父」として知られるようになった。
初期の哲学的科学史における転換点は、ソクラテスが人間に関する事柄（人間の本性、政治的共同体の本質、人間の知識それ自体など）の研究に哲学を応用したことであった。たとえば、プラトンの対話篇にソクラテス式問答法という問答法が記録されている。これは「矛盾の原因となる仮説を着実に特定し排除することで、より良い仮説が得られる」とする弁証法的方法であり、信念を形作る一般的に受け入れられている真理を探求し、それらの一貫性を厳密に精査するものであった。また、ソクラテスは、旧来の物理学研究について、あまりにも思弁的で自己批判に欠けるとして批判を加えた。
紀元前4世紀、アリストテレスは、目的論的哲学の体系的な理論を大成させた。紀元前3世紀、ギリシアの天文学者・サモスのアリスタルコスは、太陽を中心にすべての惑星が公転する地動説を最初に提唱した。当時、アリスタルコスが提唱した地動説は物理法則に反していると考えられたため、広く拒否された。その代わりに、プトレマイオスの『アルマゲスト』にみられるような、地球を中心とする天動説がルネサンス初頭まで支持された。発明家・数学者のアルキメデスは、微分積分学の始まりに大きく貢献した。ローマの著述家・博学者である大プリニウスは、後世に多大な影響を及ぼした百科事典『博物誌』を著した。
数を表す位取り記数法は、3世紀から5世紀の間にインドの交易路で生まれたと考えられている。この記数法は、効率的な算術演算をより身近なものにし、やがて世界的に数学の標準となった。

### 中世
西ローマ帝国の崩壊により、5世紀の西ヨーロッパでは知的衰退が生じ、世界に関する古代ギリシアの知識が損なわれた:194。とはいえ、古代世界の一般的知識の大部分は、イシドールスなどの百科事典編纂者たちの努力によって保存された。これとは対照的に、ビザンツ帝国は侵略者の攻撃に抵抗し、学問を保存・発展させることができた:159。6世紀のビザンツ帝国の学者であるヨハネス・ピロポノスは、アリストテレスの物理学に疑問を呈し、インペトゥス理論を提唱した:307, 311, 363, 402。この批判は、ガリレオ・ガリレイなどの後世の学者たちに影響を与え、10世紀後のガリレオはピロポノスの著作を広範に引用した:307–308。

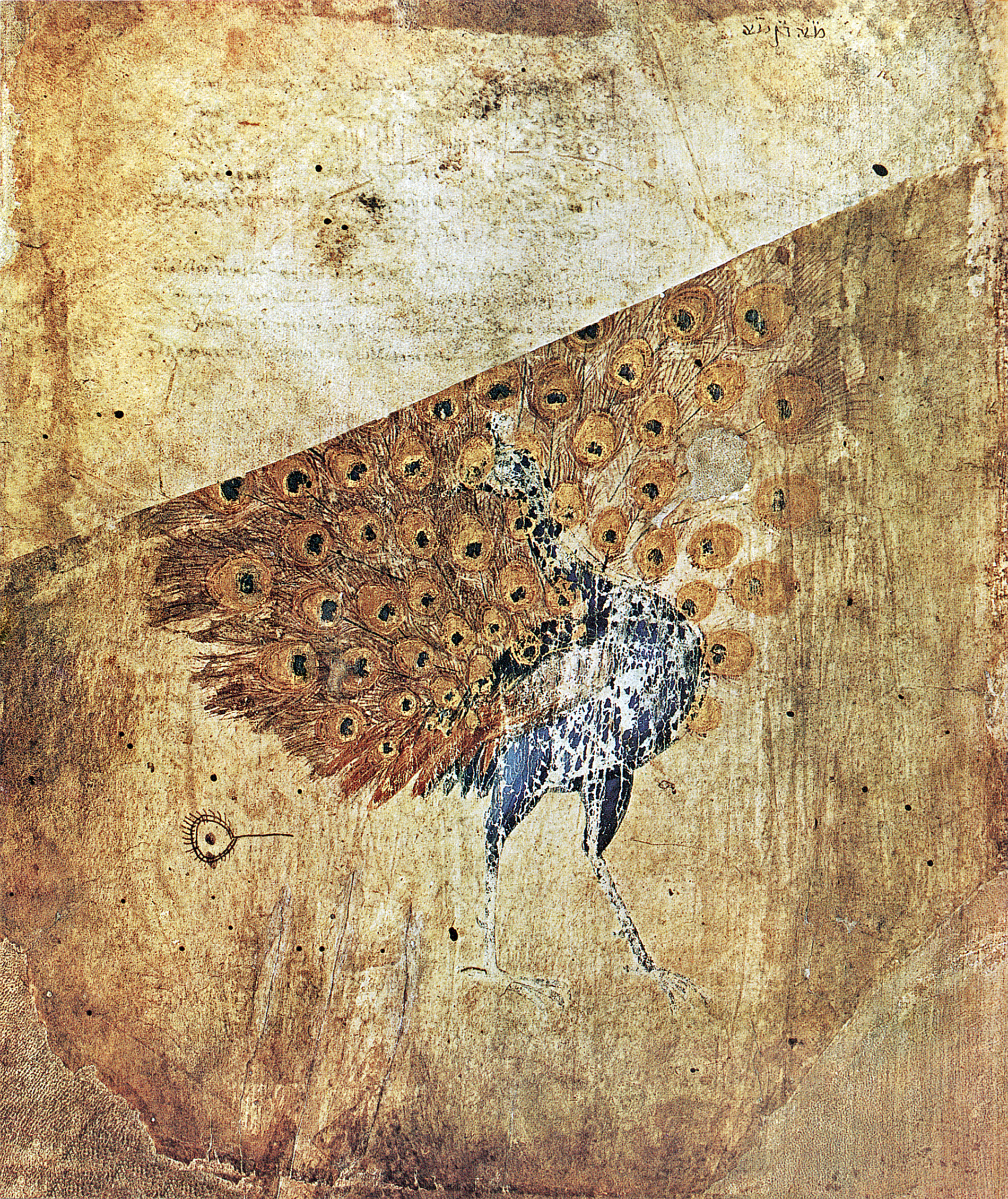
6世紀に作られたウィーン写本の1ページ目。クジャクが描かれている。

古代末期から中世前期にかけて、自然現象は主にアリストテレス的なアプローチで検討された。このアプローチには、アリストテレスの四原因説（質料因・形相因・作用因・目的因）が含まれる。ビザンツ帝国では、多くの古代ギリシア文学の書物が保存され、ネストリウス派や単性論者などの集団によってアラビア語に翻訳された。アッバース朝では、これらのアラビア語訳に基づき、アラビア人の科学者たちが研究をさらに伸展させた。6世紀から7世紀にかけて、隣接するサーサーン朝ではジュンディーシャープール学院が設立され、ギリシア、シリア、ペルシアの医師たちにとってもっとも重要な医学的拠点となった。
アッバース朝時代のバグダードに設立された知恵の館では、13世紀にモンゴルの侵攻が発生するまで、ムスリムによるアリストテレス主義の研究が隆盛を極めた。イブン・ハイサムは、光学の研究に人為的に管理された実験を取り入れた。イブン・スィーナーが著した『医学典範』は、医学界におけるもっとも重要な出版物の一つとされ、18世紀にいたるまで使用された。
11世紀には、ヨーロッパの大部分がキリスト教化し:204、1088年にはヨーロッパ最初の大学であるボローニャ大学が誕生した。これに伴い、古代の文献と科学文献のラテン語訳に対する需要が高まり:204、12世紀ルネサンスにつながる大きな要因の一つとなった。西ヨーロッパではスコラ学が栄え、自然界の対象を観察・記述・分類する実験が行われた。13世紀には、ボローニャの医学教師と学生たちが人体解剖を始め、世界初の解剖学の教科書がモンディーノ・デ・ルッツィによる人体解剖に基づいて作成された。

### ルネサンス

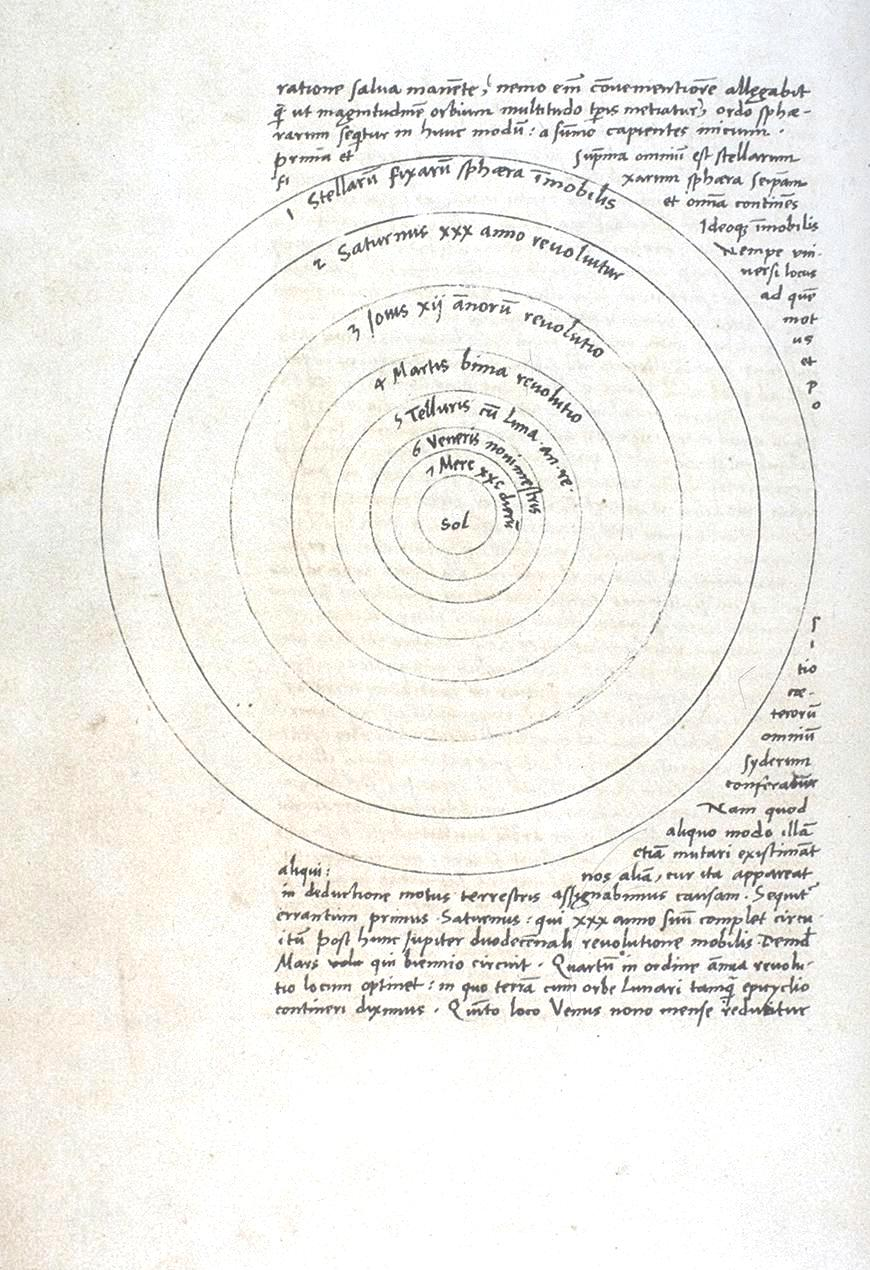
ニコラウス・コペルニクスの著書『天球の回転について』（1543年）に描かれている地動説を表した図

ルネサンス初頭には、長年にわたって堅持されてきた知覚に関する形而上学的観念に挑戦したり、カメラ・オブスクラや望遠鏡などの技術の改良・発展に寄与するなど、光学分野における進展が重要な役割を果たした。また、ロジャー・ベーコン、ヴィテロ、ジョン・ペッカムらが、スコラ学的存在論を大成させた。そこでは、感覚から始まり、知覚へ続き、最終的に個別的・普遍的イデアの統覚に終わるという因果連鎖が提唱された:Book I。ルネサンスの芸術家たちは、現在では観点主義（透視投影）として知られる視覚のモデルを研究・活用した。なお、この理論では、アリストテレスが提唱した四原因のうち、形相因・質料因・目的因の3つのみが使用されている。
16世紀には、ニコラウス・コペルニクスが地動説を提唱し、惑星は地球ではなく太陽を中心に公転していると主張した。これは、惑星の公転周期が中心からの距離に応じて長くなるという定理に基づいており、コペルニクスはこれがプトレマイオスのモデルと矛盾することを発見したのである。
ヨハネス・ケプラーをはじめとする学者たちは、目の唯一の機能が知覚であるという観念に挑戦し、光学研究の重点を目から光の伝播に移した。ケプラーは、惑星運動の法則を発見し、コペルニクスが提唱した地動説のモデルを改良したことでもっともよく知られている。また、アリストテレスの形而上学を否定せず、自身の研究を「天球の音楽の探求」と表現した。ガリレオは、天文学・物理学・工学などの分野で重要な業績を残したが、地動説を支持したことでローマ教皇・ウルバヌス8世から迫害を受けることとなった。
この時代に発明された印刷機は、当時の自然観とは大きく異なる意見も含む、学術的な議論を広く出版するために使用された。フランシス・ベーコンとルネ・デカルトは、アリストテレス主義から離れた新しい形態の科学を支持する哲学的議論を公表した。ベーコンは実験の重要性を訴え、アリストテレスが提唱した形相因と目的因の概念に疑問を呈し、科学は自然法則を研究し、人類全体の進歩を追及すべきだと主張した。デカルトは個人の思考を重視し、自然の研究には幾何学ではなく数学を用いるべきだと主張した。

### 啓蒙時代

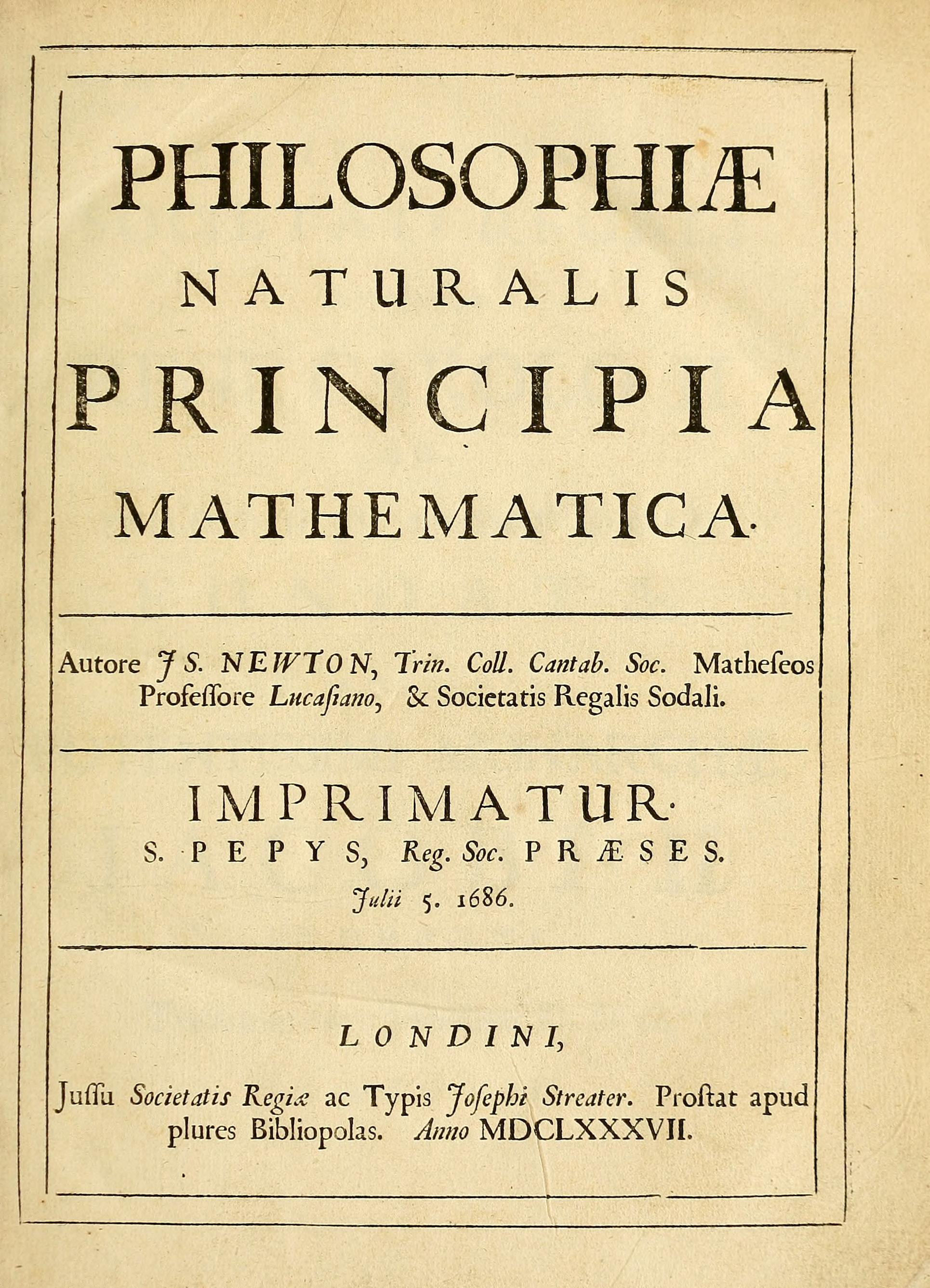
アイザック・ニュートン『自然哲学の数学的諸原理』（1687年）

啓蒙時代初頭にアイザック・ニュートンが著した『自然哲学の数学的諸原理』は、古典力学の基礎を築き、後世の物理学者たちに多大な影響を与えた。ゴットフリート・ライプニッツは、特別な形相因や目的因などは存在せず、異なる種類の物体もすべて同じ一般的な自然法則に従っているとし、アリストテレスの自然学で用いられた用語を非目的論的（機械論的）な用法で物理学に取り入れた。これは物体に対する見方の転換を意味しており、すなわち「物体に目的は内在していない」と考えられるようになったのである。
この時代に宣告された科学の目的と価値は、より多くの食料や衣類などの物品を得るという物質的な意味で、人間の生活を改善する富と発明を創出することであった。ベーコンは「科学の真の正当な目標は、新たな発明と富の恵代によって人間の生活を豊かにすることである」と述べ、人間の幸福にほとんど寄与せず、「微妙で崇高な、あるいは愉快な（思索の）煙」に過ぎない哲学的・精神的な観念にふけらないよう科学者に勧めた。
啓蒙時代における科学は、学会や学術団体（アカデミー）が主導し、これらが大学に代わって科学的な研究開発の中心となり、科学の専門化を支えた。また、識字率が向上する中で科学の大衆化が進んだことも重要な発展であった。啓蒙思想家たちは、ガリレオ、ケプラー、ボイル、そしてニュートンといった科学界における先駆者たちを、当時のあらゆる物理的・社会的分野の指針とした。
18世紀には、医学と物理学で大きな進展がみられた。化学が一つの学問分野として成熟し、磁気と電気に対する新たな理解が得られ、カール・フォン・リンネは分類学を創始した。人間性、社会、経済に関する思想もこの時代に発達していった。デイヴィッド・ヒュームをはじめとするスコットランドの啓蒙思想家たちは『人間本性論』を展開し、ジェームズ・バーネット、アダム・ファーガソン、ジョン・ミラー、ウィリアム・ロバートソンらの著作に表現された。彼らは、原始時代の文化や古代文明における人間の行動に関する科学的研究と、近代性の決定力に対する強い認識を融合させた。現代の社会学は、この運動から生まれたと考えられている。1776年にアダム・スミスが著した『国富論』は、近代経済学の最初の著作とされることが多い。

### 19世紀

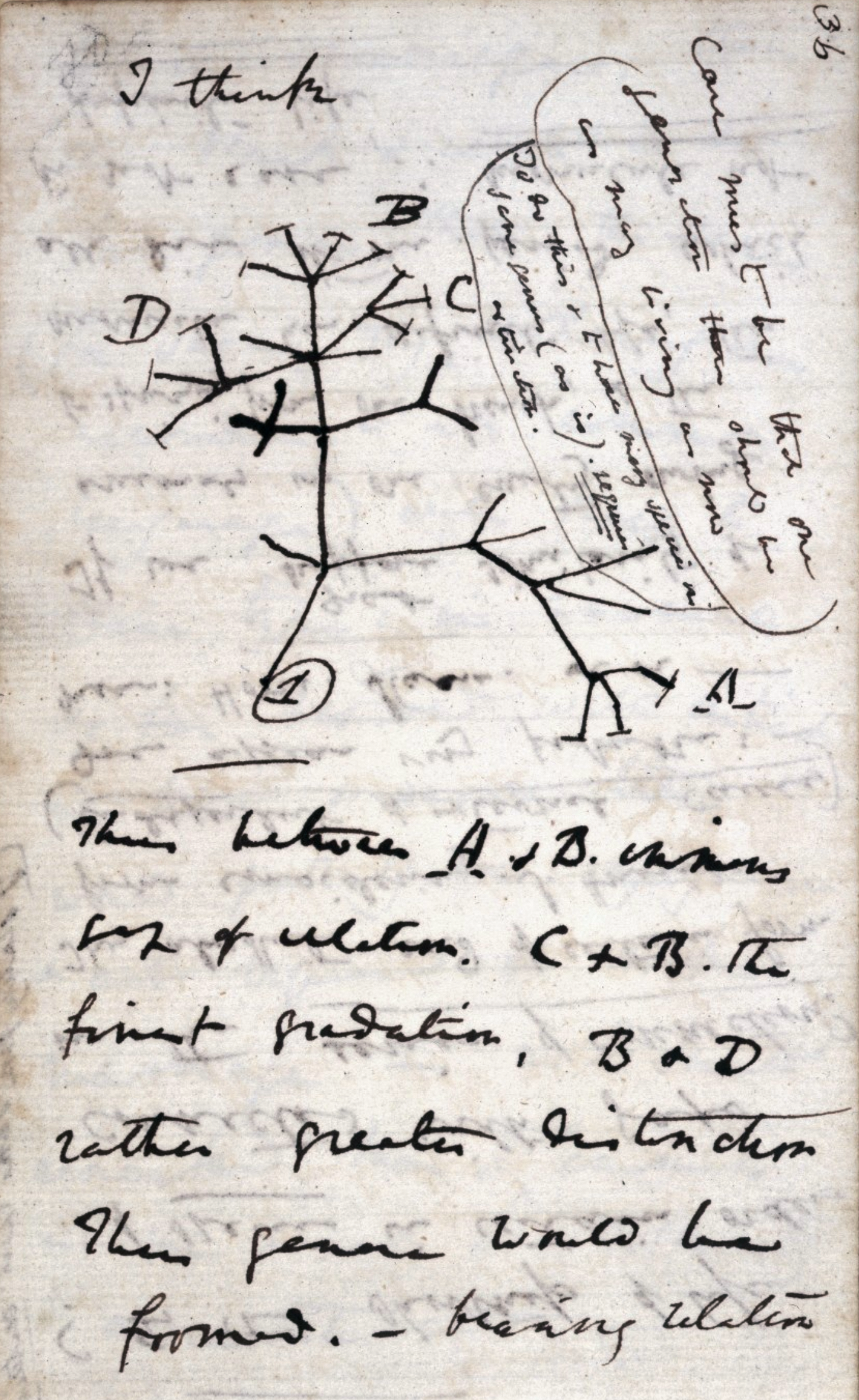
1837年にチャールズ・ダーウィンによって初めて描かれた系統樹の図

19世紀には、現代の科学を特徴づける多数の要素が形作られた。生命科学と物理科学の変革、精密機器の広範な使用、「生物学者」「物理学者」「科学者」などの用語の登場、自然を研究する者の専門職化、社会の多方面における科学者の文化的権威の獲得、諸国家の産業化、通俗科学作品の流行、そして科学雑誌の登場などがあげられる。1879年には、ヴィルヘルム・ヴントが世界初の心理学研究所を設立し、心理学が哲学から独立した学問として確立された。
1858年には、チャールズ・ダーウィンとアルフレッド・ラッセル・ウォレスの各々が自然選択による進化論を提唱し、さまざまな植物や動物の起源と進化を説明した。この理論は、1859年に出版されたダーウィンの『種の起源』で詳説された。1865年には、グレゴール・ヨハン・メンデルが論文『植物雑種に関する実験』を発表し、生物学的遺伝の原理が概説され、現代遺伝学の基礎となった。
19世紀初頭、ジョン・ドルトンはデモクリトスの原子論に基づいて現代的な原子論を提唱した。エネルギー保存の法則、運動量保存の法則、質量保存の法則は、この宇宙は非常に安定しており、資源の損失がほとんどない可能性を示唆した。しかし、蒸気機関の発明と産業革命の到来により、あらゆるエネルギーが同一の質を持つわけではなく、有効な仕事や他の種類のエネルギーへの変換の容易さが異なることが明らかになった。この発見は熱力学の法則の解明につながり、宇宙の自由エネルギーは常に減少を続けており、閉じた宇宙のエントロピーは時間が経過するにつれて増加すると考えられるようになった。
エルステッド、アンペール、ファラデー、マクスウェル、ヘヴィサイド、ヘルツらの貢献により、電磁気学が確立されたのもこの時代である。この理論は、従来のニュートンの枠組みでは容易に答えられない新たな問題を提起した。X線の発見は、1896年のアンリ・ベクレルとマリ・キュリーによる放射能の発見につながり、キュリー夫人はノーベル賞を初めて2度にわたって受賞した人物となった。また、翌年の1897年には最初の亜原子粒子である電子が発見された。

### 20世紀

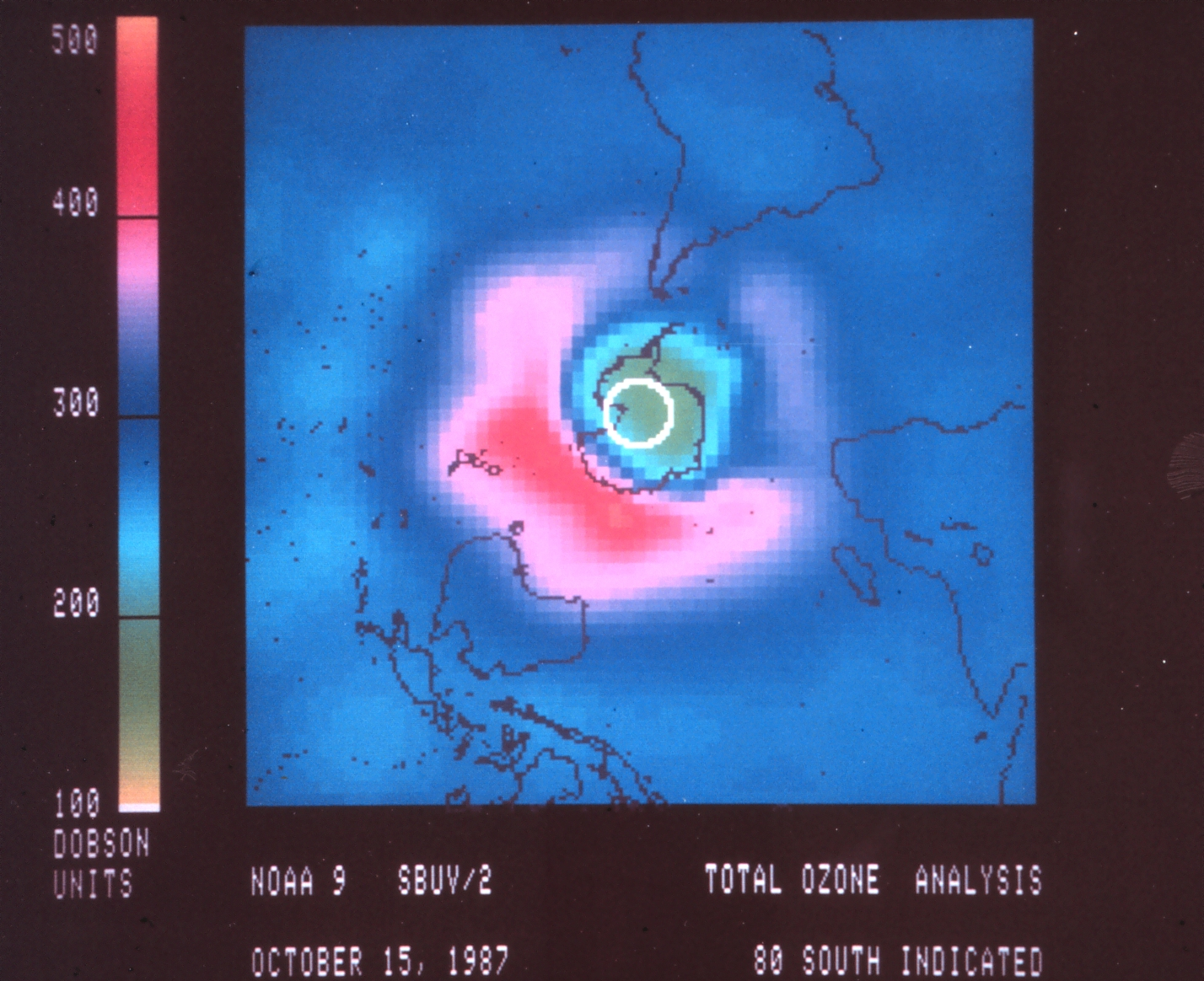
1987年に宇宙望遠鏡からのデータを用いて作成されたオゾンホールの図

20世紀前半には、抗生物質と人工肥料の発明により、世界的に人類の生活水準が向上した。オゾン層の破壊や海洋酸性化、富栄養化、および気候変動（地球温暖化）などの有害な環境問題が公衆の注目を集め、環境学の発展が促進された。
科学実験の規模と資金は大幅に拡大し、巨大科学が行われるようになった。第一次世界大戦と第二次世界大戦、および冷戦によって刺激された広範な技術革新は、宇宙開発競争や核軍拡競争など、世界的な大国間競争の要因となった。とはいえ、このような武力紛争が繰り広げられた一方で、大規模な国際協力も行われた。
20世紀後半に入ると、女性の積極的な採用と性差別の撤廃により、女性科学者の数が大幅に増加したが、一部の分野では依然として大きな格差が残った。1964年には、宇宙マイクロ波背景放射が発見され、定常宇宙論が否定された。その後、ジョルジュ・ルメートルが提唱したビッグバン理論が支持されるようになった。1969年には、アポロ11号が人類初の有人月面着陸を成功させ、月面から多数のサンプル（月の石）を地球に持ち帰った。
20世紀全体を通して、複数の科学分野で根本的な変化が生じた。20世紀初頭、現代的総合により、ダーウィンの進化論と古典遺伝学が統合され、進化論は統一理論となった。アインシュタインの相対性理論と量子力学の発展は、古典力学を補完し、極端なスケールにおける長さ・時間・重力の物理を説明可能にした。20世紀後半における集積回路（IC）の普及と通信衛星の組み合わせは情報技術革命をもたらし、グローバルなインターネットとスマートフォンを含むモバイルコンピューティングの普及につながった。長く絡み合った因果関係の連鎖と大量のデータを体系化する必要性から、一般システム理論やコンピュータを活用した科学的モデリングなどの分野も発展した。

### 21世紀

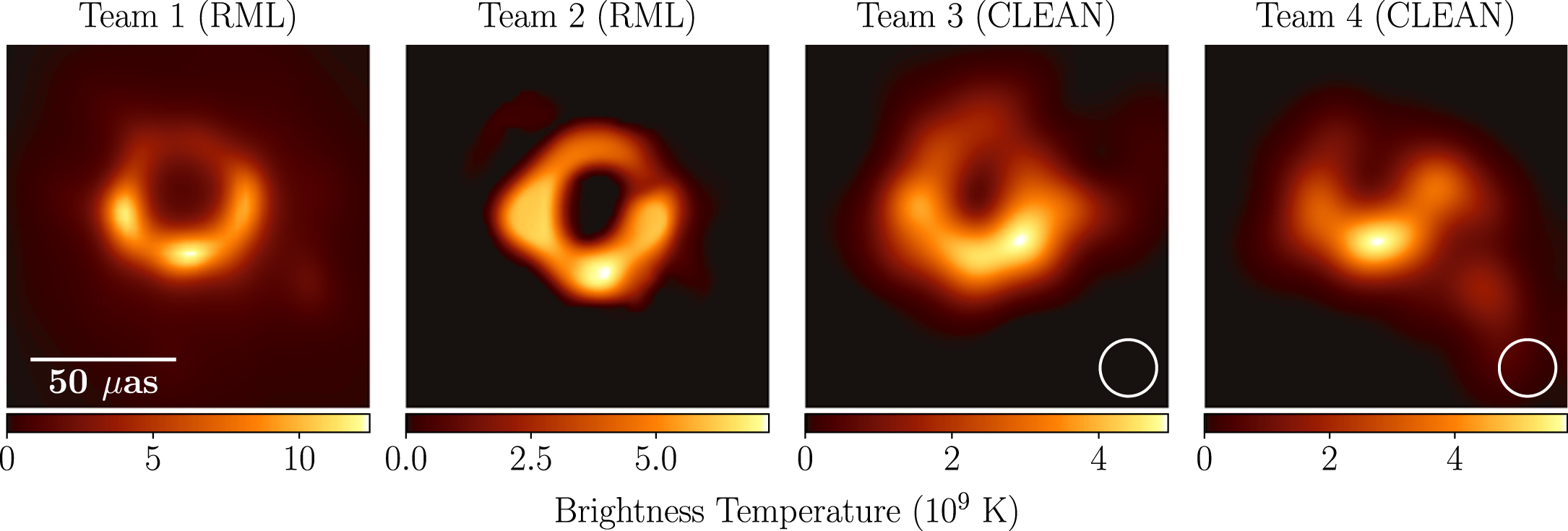
2019年にイベントホライズンテレスコープの研究チームが作成したM87の超大質量ブラックホールの予測画像

2003年には、ヒトゲノム計画が完了し、ヒトゲノムのすべての遺伝子が同定・地図化された。2006年には、初のヒトiPS細胞が作成され、成体細胞を幹細胞に変換し、体内のあらゆる種類の細胞に変化させることが可能となった。2013年には、ヒッグス粒子が観測され、素粒子物理学の標準模型で予測された最後の粒子が発見された。2015年には、20世紀の一般相対性理論で存在が予言されていた重力波が初めて観測された。2019年には、国際共同研究計画のイベントホライズンテレスコープが、ブラックホールの降着円盤の直接撮像に成功した。

## 分野
現代の科学は一般的に、自然科学・社会科学・形式科学の3つに大別される。専門化されつつも相互に重なり合い、独自の術語体系と専門知識を有することが多いさまざまな下位分野がこれらに連なる。自然科学と社会科学は、どちらも経験的観察に基づく知識体系を有する経験科学であり、他の研究者によって知識体系の妥当性を同じ条件下で検証できる再現性が備わっている。

### 自然科学
自然科学は、物理的な世界（自然界）を研究する分野である。生命科学と物理科学の2つの主要分野に分けられ、さらに専門的な領域に細分化される。たとえば、物理科学は物理学・化学・天文学・地球科学などに細分化される。現代の自然科学は、古代ギリシアで始まった自然哲学を受け継いだものである。ガリレオ、デカルト、ベーコン、ニュートンは、より数学的かつより実験的なアプローチを体系的に用いることの利点について論じたが、哲学的考察や推測、および前提の措定なども（見過ごされることが多いが）依然として自然科学には必要不可欠である。発見科学に代表される体系的なデータ収集の慣例は、植物・動物・鉱物などを記述・分類することから始まった16世紀の博物学を受け継いだものである。

### 社会科学

経済学における需要と供給を表した図。需要曲線と供給曲線が均衡点で交差している。

社会科学は、人間の行動と社会の機能を研究する分野である。人類学・経済学・歴史学・人文地理学・政治学・心理学・社会学など、多くの分野を含むが、これらに限定されない。社会科学には複数の競合する理論的観点があり、その多くは社会学における機能主義、紛争理論、相互作用論などのような競合する研究計画を通じて展開されている。大規模な集団や複雑な状況にかかわる統制された実験の実施には限界があるため、歴史学研究法、事例研究、異文化間研究など、その他の研究方法を用いることがある。さらに、定量的情報が入手可能な場合、社会的関係やプロセスをより良く理解するために統計的アプローチが採用される場合もある。

### 形式科学
形式科学は、形式体系を用いて知識を創出する分野である。形式体系とは、一連の規則にしたがって公理から定理を推論するために用いられる抽象的構造である。数学・システム論・理論計算機科学などがこれに含まれる。形式科学は、知識の一分野を客観的かつ慎重に、および体系的に研究するという点で先述の二大分野と類似している。しかし、演繹的推論にのみ依存し、抽象的概念を検証するために経験的証拠を必要としないという点で経験科学とは異なる。したがって、形式科学はアプリオリな学問であり、そのため科学に含まれるかどうかについては意見が分かれている。しかしながら、形式科学は経験科学の研究において重要な役割を果たしており、たとえば、微分積分学は当初、物理学における運動を理解するために発明された。数学に大きく依存している経験科学の分野としては、他にも数理物理学・数理化学・数理生物学・数理経済学・数理ファイナンスなどがあげられる。

### 応用科学
応用科学は、実用的な目的を達成するために科学的方法と科学的知識を利用する分野である。自然界の事象を説明・予測する理論や法則の解明に重点を置く基礎科学と対比されることが多い。幅広いさまざまな下位分野が含まれ、工学や医学などがその代表例としてあげられる。工学は、構造物や機械、およびその他の技術を発明・設計・構築するために科学的諸原理を利用する分野であり、新技術の開発に科学が役立てられている。医学は、傷害や疾病の予防・診断・治療を通じて健康を維持・回復することにより病人の介抱を行う分野である。
計算機科学は、現実世界の状況をシミュレートするためにコンピュータの演算能力を利用する分野であり、形式的な数学的考察だけでは得られない科学的諸問題に対するより深い理解の創出を可能にするものである。機械学習や人工知能の利用は、科学に対する計算的貢献の主力になりつつあり、たとえば、ランダムフォレスト、トピックモデリング、エージェントベース計算経済学、およびさまざまな形態の予測において利用が進んでいる。とはいえ、機械が単独で知識の創出を行うことはほとんどなく、人間による制御と推論が必要不可欠となっている。また、特定の社会集団に対するバイアスがみられたり、人間と比べて性能が劣ることもある。

### 学際的科学
学際的科学は、2つ以上の分野にまたがる研究領域である。生物学と計算機科学を組み合わせたバイオインフォマティクスや認知科学などがその代表例としてあげられる。複数の分野にまたがって研究を行うという発想は古代ギリシアの時代から存在し、20世紀に再び人気が高まった。

## 科学研究
科学研究は、基礎研究と応用研究に分けられる。基礎研究は純粋に新たな知識を追い求めるものであり、応用研究はその知識を用いて実用的な問題の解決策を探るものである。

### 科学的方法

科学的方法は終わることのない再帰的プロセスである

科学研究は、自然界における事象を再現可能な方法で客観的に説明しようとする科学的方法を用いて行われる。科学者は通常、科学的方法を正当化するために要請される一連の基本的前提（公理）を自明のものとして受け入れている。すなわち、あらゆる理性的観測者が間主観的に共有する客観的現実が実在すること（科学的実在論）、自然法則がこの客観的現実を支配していること（自然主義）、そして体系的な観察と実験によってこれらの法則を発見できるということである。観測・測定・定量的モデリングなどで広範に利用されることから、仮説・理論・法則の形成には数学が欠かせないものとなっている。また、データの要約・分析を行うために統計学も用いられる。これにより、科学者が実験結果の信頼性を評価することが可能となる。
科学的方法を用いた研究では、説明的な思考実験や仮説は、倹約の原則が適用されていること、および知の統合がなされていることが期待される。すなわち、観測結果や所与の疑問に関する一般に認められた事実と整合していることが要求される。この暫定的説明は、反証可能な予測を行うために用いられ、通常は実験によって検証される前に提示される。予測が反証されることは、研究が正常に進展していることの証となる:4–5。科学において実験が特に重要なのは、相関の誤謬を避けるために因果関係を立証するためであるが、天文学や地質学などの分野においては、予測された観測がより適切な場合もある。
仮説が誤っていることが判明した場合、それは修正されるか、あるいは破棄される。仮説が検証に耐えることができれば、科学理論の枠組みに採用される可能性がある。科学理論とは、特定の自然現象の振る舞いを記述する妥当に推論された自己矛盾のないモデルや枠組みのことである。科学理論は通常、観測結果の集合の振る舞いを単一の仮説よりもはるかに広範に説明し、一般的には単一の理論に多数の仮説が論理的に結びつけられる。したがって、科学理論はさまざまな仮説を説明するための仮説と言うことができる。その意味では、理論は仮説とほぼ同じ科学的原理にしがたって定式化される。また、観測結果を論理的、物理的、あるいは数学的表現で記述・描写するモデルが作成されることもあり、そこから実験によって検証可能な仮説が新たに生み出されることもある。
仮説を検証する実験を行う際に、科学者が特定の結果を選好してしまう可能性がある（科学における不正行為）。このようなバイアスは、透明性の確保、入念な実験の計画、および実験の結果と結論に対する徹底的な査読などを通じて排除される。また、実験結果が公表された後、独立した研究者がその研究の実施方法を再確認し、類似の実験を行って結果の信頼性を判断・追試することが慣例となっている。全体的に見れば、科学的方法は、主観的バイアスと確証バイアスの影響を最小限に抑えつつ、高度に創造的な問題解決を可能にするものとなっている。合意の形成と結果の再現を可能にする性質である間主観的検証可能性は、あらゆる科学的知識の創出の基礎となっている。

### 科学文献

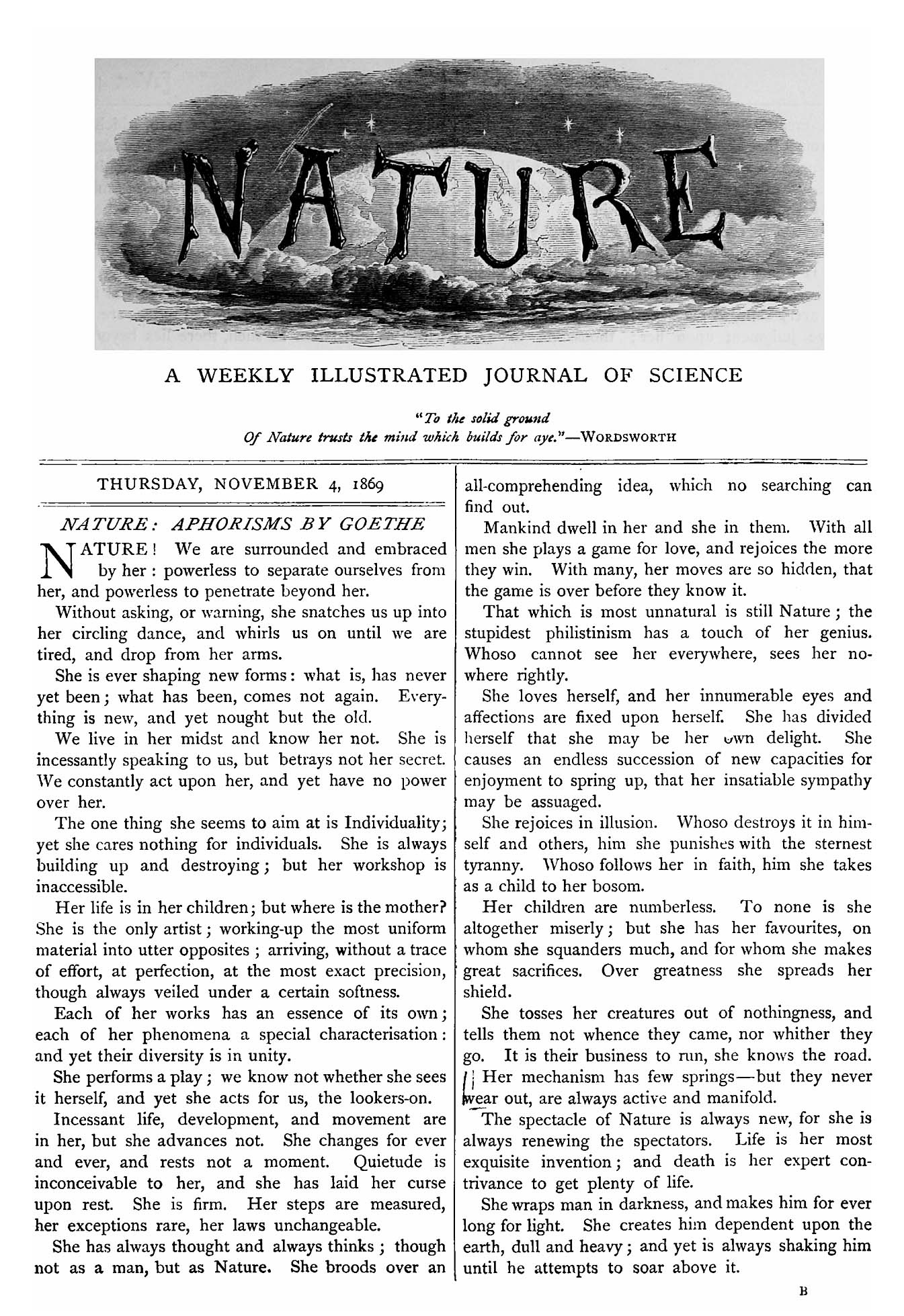
1869年11月4日に出版された『ネイチャー』創刊号の表紙

科学研究はさまざまな文献で公表される。代表的なものは科学雑誌（ジャーナル）であり、大学やその他の研究機関で行われた研究の結果を伝達・記録する役割を果たしている。また、各分野ごとに専門のジャーナルが存在し、その分野内の研究が論文形式で公表されていることが多い。最古の科学雑誌である『ジュルナル・デ・サヴァン』とそれに次ぐ『フィロソフィカル・トランザクションズ』は、1665年に創刊された。それ以来、科学雑誌の数は着実に増加を続けており、2021年の国際STM出版社協会の報告書では、2020年時点における出版中の査読付き科学雑誌の数は46,736誌と推定されている。

### 課題
再現性の危機とは、社会科学と生命科学の一部に影響を与えている進行中の方法論的危機であり、過去に行われた多数の研究の結果が再現できないことが明らかになった問題である。この危機は長年にわたって続いており、2010年代初頭にこの問題への認識が高まった際に「再現性の危機」という名称が与えられた。この問題の発見は、無駄を省きながらすべての科学研究の品質を高めることを目指すメタ科学の重要な研究成果である。
科学に偽装することで本来は得られない正当性を得ようとする意見や研究分野は、擬似科学、境界科学、あるいはジャンク・サイエンスと呼ばれる。物理学者のリチャード・ファインマンは、研究者自身が科学を行っていると信じており、実際に科学を行っているように見えるが、結果を厳密に評価させる誠実性に欠けるものを「カーゴ・カルト科学」と名付けた。誇大宣伝から詐欺にいたるまで、さまざまな種類の商業広告がこれらの分類に該当する可能性がある。科学は、正当な主張と不正な主張を区別するための「もっとも重要な道具」と表現されている。
また、科学的論争には政治的・イデオロギー的なバイアスが含まれることもある。「悪い科学（bad science）」と呼ばれる研究も存在し、これは意図はよいものの、科学的概念の説明が不正確、時代遅れ、不完全、または過度に単純化されている研究を指す。「科学における不正行為」という類似の用語は、研究者による意図的なデータの捏造や、発見の功績を意図的に誤った人物に帰するなどの不正行為を指す。

## 科学哲学

クーンのパラダイム論によれば、プトレマイオスの天文学における周転円の追加は、そのパラダイム内における「普通の科学」であったのに対し、コペルニクス的転回はパラダイムシフトであった

科学哲学にはさまざまな学派がある。もっとも一般的な立場は、観察を含むプロセスによって知識が生み出されるとする経験主義である。この見方では、科学理論は観察を一般化したものとされる。経験主義には通常、有限の経験的証拠から一般理論を導き出せるとする帰納主義が付随する。経験主義には複数の潮流があり、その中でも主流なのはベイズ主義と仮説演繹法である。
経験主義は、デカルトの思想に由来する合理主義とは対照的な立場にある。合理主義では、観察ではなく人間の理性によって知識が生み出されるとされる。批判的合理主義は、20世紀に登場した対照的なアプローチであり、オーストリア系イギリス人の哲学者であるカール・ポパーが提唱した。ポパーは、経験主義による理論と観察の関係性の説明を否定し、理論は観察から生まれるのではなく、観察が理論に基づいて行われると主張した。また、理論Aが観察と矛盾する一方で、理論Bが観察に耐えた場合にのみ、理論Aは観察による影響を受けるとした。さらに、科学理論の指標として検証可能性を反証可能性に、経験的方法として帰納を反証にそれぞれ置き換えることを提案した。そして、科学に特有の方法はなく、批判や試行錯誤という否定的方法のみが普遍性を持つとし、これは科学・数学・哲学・芸術を含む人間の精神活動のあらゆる産物に適用されると主張した。
もう一つのアプローチである道具主義は、理論を現象の説明と予測のための道具として捉え、その有用性を重視するものである。この立場では、科学理論はブラックボックスとみなされ、その入力（初期条件）と出力（予測）のみが重要とされる。帰結や理論的実体、および論理構造は、無視すべきものとされる。道具主義に近い別の立場として、構成的経験主義というものもある。この見方では、観察可能な実体に関する記述が真実であるかどうかが科学理論の成功の主な基準とされる。
トーマス・クーンは、観察と評価のプロセスは、ある一つのパラダイム内（つまり、観測結果と矛盾しない論理的に首尾一貫した「世界の肖像」の中）で行われると主張した。クーンは、「通常の科学（normal science）」を、あるパラダイム内で行われる観察と「謎解き」のプロセスであるとし、あるパラダイムが別のパラダイムに取って代わられるパラダイムシフトの際に「革命的科学（revolutionary science）」が発生するとした。また、各パラダイムには独自の問い・目的・解釈があり、パラダイム間の選択は、複数の「肖像」を世界と照らし合わせ、どれがもっとも現実を反映しているかを決定することであるという。パラダイムシフトは、古いパラダイムで多数の観察上の異常が生じ、新しいパラダイムがそれらを説明可能になったときに起こるとされる。つまり、その観察が古いパラダイムに由来するものであっても、新しいパラダイムの選択は常に観察に基づいて行われるのである。クーンによれば、パラダイムの受容と拒絶は、論理的プロセスと同様に社会的プロセスでもあるという。ただし、クーンの立場は相対主義とは異なるとされる。
「創造科学」などの論争を呼ぶ運動に対する科学的懐疑主義の議論で引用されることが多いアプローチとして、方法論的自然主義というものがある。自然主義者は、自然と超自然の区別を設け、科学は「自然な」説明に限定されるべきだと主張している。また、方法論的自然主義は、科学に対して独立した検証と経験的研究に厳密に従うことを要求する立場でもある。

## 科学界
科学界とは、科学研究を行う科学者たちの社会的ネットワークである。このコミュニティは、各分野で活動する小規模なグループから構成される。科学者たちは、学術誌や学会での議論・討論を通じた相互評価や査読によって、研究方法の品質を維持し、結果の解釈における客観性を保っている。

### 科学者

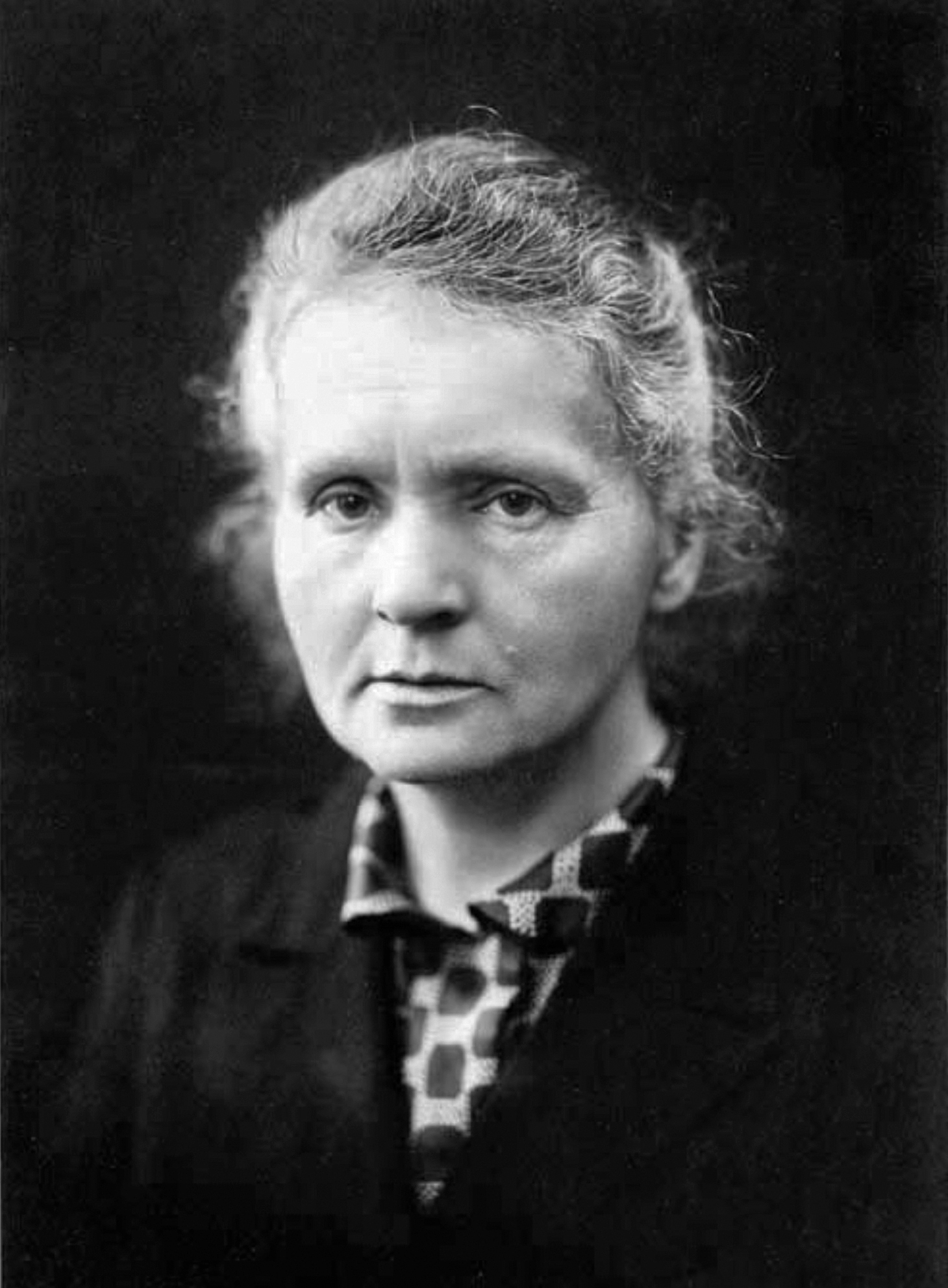
マリ・キュリーは、ノーベル賞を2度にわたって受賞した初の人物である。1903年に物理学賞を、1911年に化学賞を受賞した。

科学者とは、関心分野の新たな知識を創出するために科学研究を行う人のことである。現代では、多くの職業科学者が学術機関で訓練を受け、修了後に学位を取得している。なお、最高学位は博士号（PhD）である。
科学者は、現実世界に対する強い好奇心と、健康・国家・環境・産業の利益のために科学的知識を応用したいという欲求を示していることが多い。その他の動機としては、同僚からの評価や名声の獲得などがあげられる。現代では、多くの科学者が科学分野の高度な学位を有し、学術界・産業界・政府機関・非営利組織など、さまざまな経済部門でキャリアを積んでいる。
歴史的にみて、科学は男性が支配的な分野であったが、注目すべき例外も存在する。女性の科学者は、他の男性支配的な社会分野と同様に、多大な差別に直面した。たとえば、頻繁に就職の機会を逃したり、自身の業績に対する評価を否定されてきた。近年における女性科学者の業績の伸展は、「家庭内の労働者」という伝統的な性役割（ジェンダーロール）に対する反抗の結果と考えられている。

### 学会

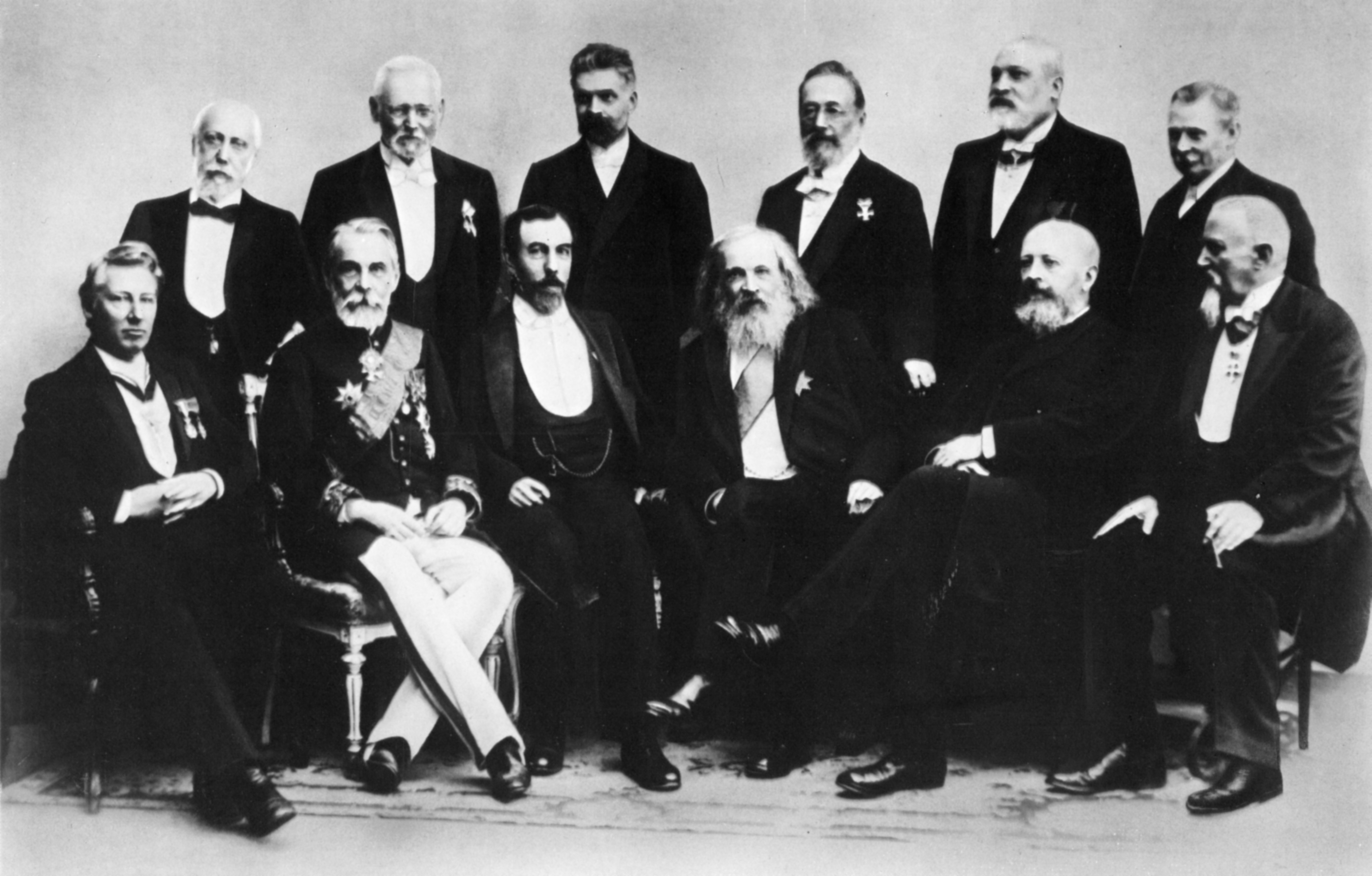
プロイセン科学アカデミー創立200周年を記念して1900年に撮影された科学者たちの集合写真

科学者が交流・議論・討論を行うために組織される学会は、ルネサンスの時代から存在する。一般的な科学者は、自身の分野や職業などに関連する学会に所属している。会員資格は、すべての人に開かれている場合もあれば、科学的資格の保有が必要な場合や、選挙によって授与される場合もある。ほとんどの学会は非営利組織であり、多くは職能団体である。典型的な活動には、新しい研究結果の発表と議論のための定期的な会議の開催や、その分野の学術誌の発行や賛助が含まれる。一部の学会は職能団体として機能し、公共の利益や会員の集団的利益のために会員活動を規制している。
19世紀に始まった科学の専門職化は、イタリアのアッカデーミア・デイ・リンチェイ（1603年）、イギリスの王立協会（1660年）、フランスの科学アカデミー（1666年）、アメリカの科学アカデミー（1863年）、ドイツのカイザー・ヴィルヘルム学術振興協会（1911年）、中国科学院（1949年）など、国家的に卓越した科学アカデミーの創設によって部分的に可能となった。国際学術会議などの国際的な科学組織は、科学の進歩のために国際協力に取り組んでいる。

### 表彰
科学賞は通常、ある分野に顕著な貢献を行った個人や組織に授与される。多くの場合、これらは権威のある機関によって与えられるため、これらを受賞することは科学者にとって大きな名誉とされる。ルネサンス以来、科学者たちはメダル・賞金・称号などを授与されてきた。高い権威を持つとされるノーベル賞は、医学・物理学・化学の進歩に多大な貢献を行った人々に毎年授与されている。

## 社会との関係

### 資金と政策

アメリカ合衆国の国家予算に占めるアメリカ航空宇宙局（NASA）の予算は、1966年の4.4%をピークに減少傾向にある

科学研究の資金は、競争的プロセスを通じて提供されることが多い。このプロセスでは、潜在的な研究プロジェクトが評価され、もっとも有望なものだけが資金を得る。政府・企業・財団などが運営するこのようなプロセスは、限られた資金の中から予算が配分される。ほとんどの先進国では、研究資金の総額はGDPの1.5%から3%の間に収まる。OECD加盟国では、科学技術分野の研究開発の約3分の2を産業界が、20%を大学が、10%を政府が担っている。一部の分野は政府からの資金提供の割合が高く、特に社会科学と人文科学の研究では政府が主導的役割を果たしている。開発途上国では、基礎科学研究の資金の大部分を政府が提供している。
多くの政府は、科学研究を支援するための専門機関を設けている。たとえば、アメリカの国立科学財団、アルゼンチンの国立科学技術研究評議会、オーストラリアの連邦科学産業研究機構、フランスの国立科学研究センター、ドイツのマックス・プランク協会、スペインの科学研究高等評議会 などがあげられる。企業による研究開発は、研究志向の強い企業を除き、好奇心に基づく研究よりも短期的な商業的利益獲得の可能性に重点を置いている。
科学政策は、研究資金の提供を含む、科学事業の実施に影響を与える政策である。商業製品や兵器の開発、および医療や環境モニタリングなどの分野における技術革新を促進するための他の国策目標の追求と関連していることが多い。時には、科学的知識と科学的コンセンサスを公共政策の策定に適用する行為を指すこともある。公共政策が市民の福祉に関心を持つのと同様に、科学政策の目標は科学技術が公共にどのようにもっともよく貢献できるかを考慮することである。公共政策は、研究に資金を提供する組織に税制上の優遇措置を与えることで、産業研究のための固定資産や知的インフラの資金調達に直接的な影響を与えることができる。

### 教育と認知

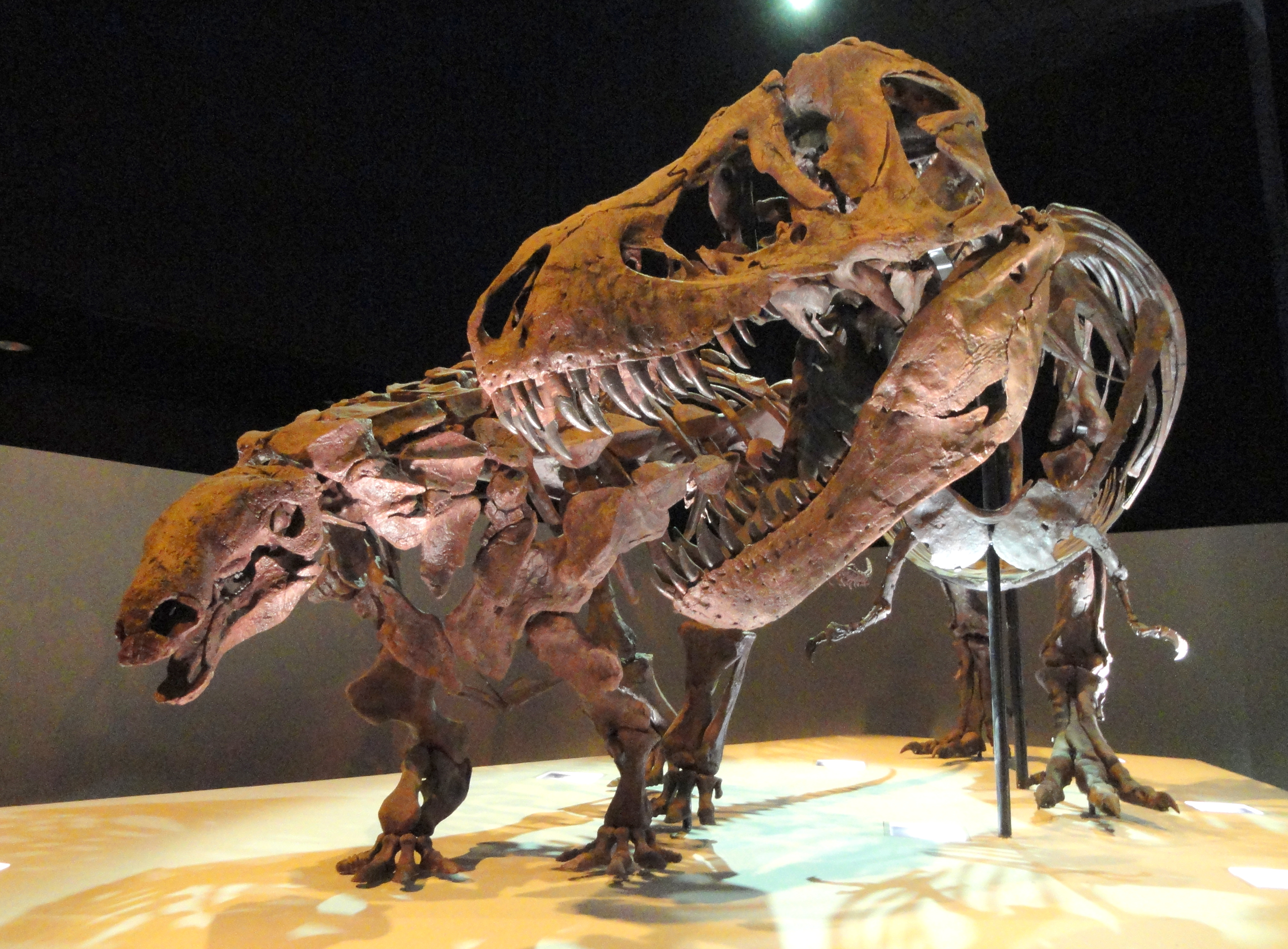
ヒューストン自然科学博物館に展示されている恐竜の化石

一般市民向けの科学教育は、たいていの学校教育に組み込まれており、インターネット上の教育コンテンツ（YouTubeやカーンアカデミーなど）、博物館、科学雑誌、およびブログなどがそれを補完している。アメリカ科学振興協会（AAAS）などの主要組織は、科学を哲学や歴史学と並ぶリベラル・アーツの学習伝統の一部とみなしている。科学リテラシーは主に、科学的方法、測定の単位と方法、経験主義、統計学の基礎（相関、定性的・定量的観察、総統計）、および物理学・化学・生物学・生態学・地質学・計算機科学などの主要分野の基本的理解に関係する。学生が高等教育の段階に進むにつれて、カリキュラムの内容はより深く掘り下げたものになる。カリキュラムに含まれる伝統的な科目は自然科学と形式科学だが、近年では社会科学や応用科学も含まれるようになっている。
マスメディアは、科学界全体における信頼性の観点から、競合する科学的主張を正確に描写することを妨げる圧力に直面している。科学的論争において、異なる立場にどの程度の重みを置くべきかを判断するには、その問題に関する相当の専門知識が必要な場合がある。実際の科学的知識を持つジャーナリストは少なく、特定の科学的問題に詳しい専門記者であっても、突然に取り扱うことを求められた他の科学的問題については無知な可能性がある。
『ニュー・サイエンティスト』、『サイエンティフィック・アメリカン』、『Science & Vie』などの科学雑誌は、より広い読者層の受容に応え、特定の研究分野における注目すべき発見や進歩など、人気のある研究分野の非専門家向けの要約を提供している。スペキュレイティブ・フィクションが多いサイエンス・フィクションの作品では、科学の考え方や方法が一般大衆に伝えられている。

### 反科学感情
科学的方法は科学界で広く受け入れられているが、社会の一部の人々は、特定の科学的立場に否定的であったり、科学自体に懐疑的であったりする。たとえば、「新型コロナウイルス感染症（COVID-19）は米国にとって大きな健康上の脅威ではない」という一般的な考え（2021年8月に米国人の39%が信じていた）や、「気候変動（地球温暖化）は米国にとって大きな脅威ではない」という信念（2019年後半から2020年初頭にかけて、同じく米国人の40%が信じていた）などがあげられる。心理学者は、科学的事実の拒絶を引き起こす4つの要因を以下のように指摘している。
- 科学的権威は、専門性や信頼性が欠如している、あるいは偏りがあるとみなされることがある。
- 一部の疎外された社会集団は、反科学的態度を持っている。これらの集団に関しては、非倫理的な人体実験で搾取されてきた歴史を持つことが部分的理由として考えられる[261]。
- 科学者のメッセージは、深く根付いた既存の観念や道徳観と相容れないことがある。
- 科学的メッセージの伝達は、受け手の学習スタイルに適切に合わせられていないことがある。

反科学的態度は、社会集団における拒絶への恐れによって引き起こされているように見えることが多い。たとえば、気候変動に関して、右派のアメリカ人は22%のみが脅威と認識しているが、左派は85%が脅威と認識している。つまり、左派に属する人は、気候変動を脅威と考えなければ軽蔑されたり、その社会集団から拒絶されたりする可能性がある。実際に、人々は社会的地位を危険にさらしたり失ったりするよりも、科学的事実を否定することを選ぶ可能性がある。

### 政治

アメリカ合衆国における地球温暖化に対する世論を政党別に示した図

科学に対する態度は、政治的意見や目標によって決定されることが多い。政府・企業・利益団体は、法的・経済的圧力を用いて研究者に影響を与えようとすることで知られている。反知性主義、宗教的信念に対する脅威との認識、商業的利益の恐れなど、複数の要因が科学の政治化の様相として作用しうる。科学の政治化は通常、科学的証拠に関連する不確実性を強調する方法で科学的情報を提示することによって達成される。会話を逸らす、事実を認めない、科学的合意への疑念を利用するなどの戦術が、科学的証拠によって弱体化された見解により多くの注目を集めるために利用されている。科学の政治化に関わる問題の例としては、地球温暖化に関する論争、農薬の健康への影響、たばこ病などがあげられる。